# Volo TWA 128
Il volo TWA 128 era un volo passeggeri di linea della Trans World Airlines da Los Angeles a Boston, con scali intermedi a Cincinnati e Pittsburgh, negli Stati Uniti d'America. Il 20 novembre 1967, il volo 128 si schiantò durante l'avvicinamento all'aeroporto Internazionale di Cincinnati, provocando la morte di 70 delle 82 persone a bordo del Convair 880.

## L'aereo e l'equipaggio
Il 20 novembre 1967, il volo TWA 128 era operato utilizzando un Convair 880 (numero di registrazione N821TW), un aereo di linea a fusoliera stretta. Il Convair era stato prodotto nel dicembre del 1960 e consegnato alla TWA nel gennaio 1961. Aveva accumulato un totale di 18 850 ore di volo prima dell'incidente. Sebbene fossero stati eseguiti vari richiami di manutenzione in conformità con le procedure di manutenzione esistenti all'epoca, in nessun caso né l'altimetro del comandante né quello del primo ufficiale avevano segnalato malfunzionamenti nello stesso momento.
Il comandante del velivolo, il 45enne Charles L. Cochran, aveva accumulato 12 895 ore di volo, delle quali 1 390 a bordo dei Convair 880. Il primo ufficiale, il 33enne Robert P. Moyers, aveva circa 2 647 ore di volo tempo, delle quali 447 sui Convair 880. L'ingegnere di volo, Jerry L. Roades, di 29 anni, aveva 3 479 ore di esperienza come pilota, nessuna delle quali sul Convair, ma ne aveva 288 come ingegnere di volo sull'880. L'equipaggio era completato da quattro assistenti di volo.

## L'incidente

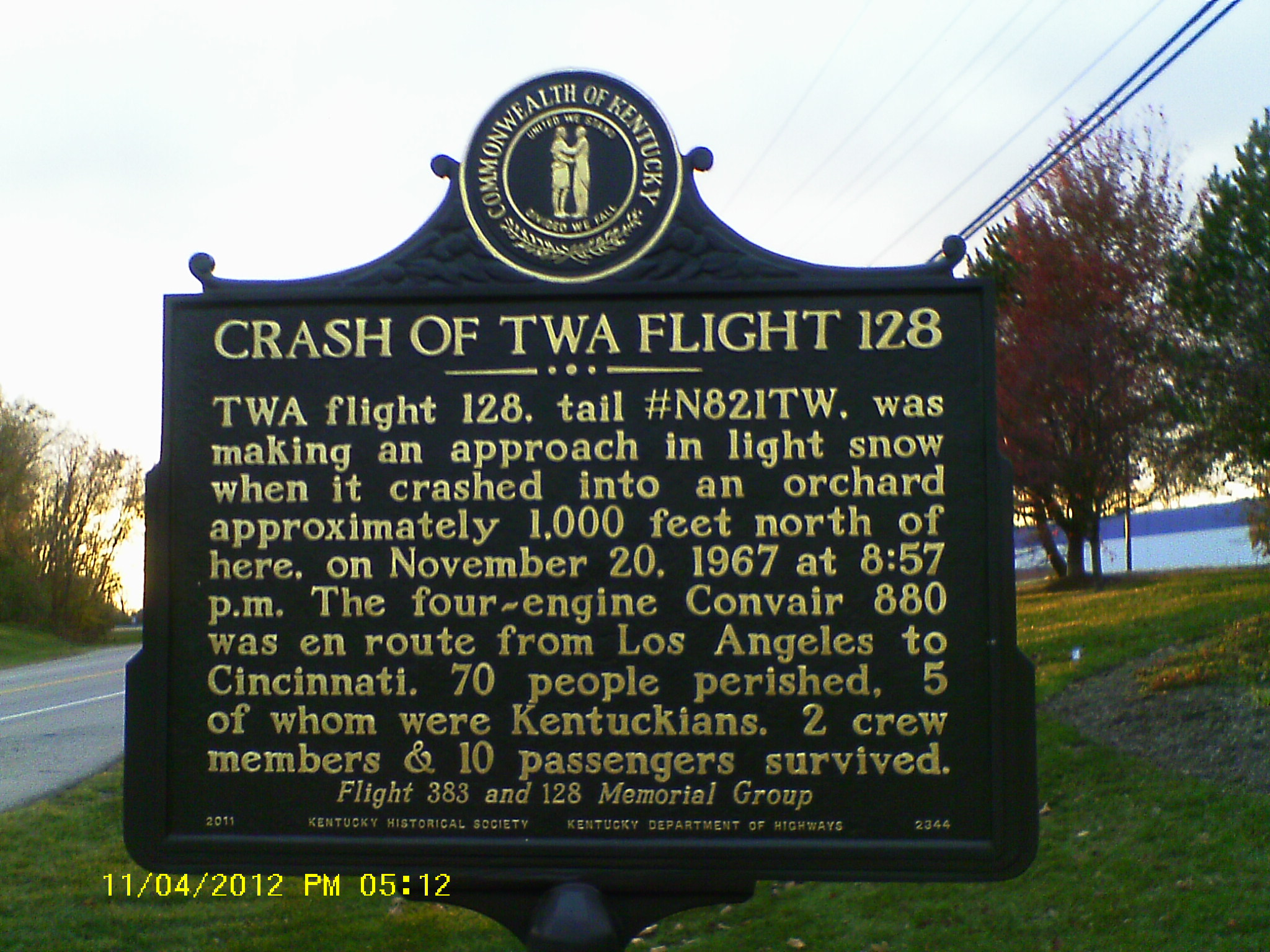
Memoriale posto in ricordo del volo.

Il volo 128 partì da Los Angeles alle 17:37 (secondo il fuso orario orientale) volando fino a Cincinnati senza problemi. Il volo era stato inizialmente programmato per compiere un atterraggio strumentale sulla pista 18 dell'aeroporto di Cincinnati. Il radiofaro esterno per la pista era operativo, ma quello centrale, il sentiero di discesa e le luci di avvicinamento della pista non lo erano. In queste condizioni, la procedura corretta sarebbe stata quella di mantenere l'altitudine minima di avvicinamento di 1 290 piedi (390 m) sul livello medio del mare fino a quando i piloti non avessero stabilito un contatto visivo con la pista.
Alle 20:56, il volo 128 riferì di aver superato il radiofaro esterno e venne autorizzato ad atterrare. L'equipaggio iniziò quindi la discesa eseguendo la checklist per l'atterraggio. Durante la fase finale dell'avvicinamento, il Convair scese ad un'altitudine di 875 piedi (267 m), dove colpì alcuni alberi in un punto a meno di 9 357 piedi (2 852 m) dalla pista 18 e 429 piedi (131 m) a destra della linea centrale della stessa. Il primo impatto fu descritto da un sopravvissuto come un atterraggio brusco. A ciò seguì una serie di urti violenti e l'impatto finale dell'aereo in un'area boscosa a 2 096 metri dalla pista, dove si disintegrò venendo avvolto dalle fiamme.
Delle 82 persone a bordo dell'aereo, 60 morirono sul colpo e altre 10 soccombettero nei giorni successivi allo schianto. Dodici persone (due membri dell'equipaggio e 10 passeggeri) riuscirono a sopravvivere, benché ferite. Uno dei passeggeri sopravvissuti riferì che l'aereo si era spezzato di fronte a lui, e a quel punto si era affrettato a scendere e a fuggire dal relitto poco prima che esplodesse.

## Conseguenze
Il National Transportation Safety Board venne incaricato di indagare sull'incidente. Gli investigatori dell'NTSB determinarono che la probabile causa dell'incidente era un errore dei piloti accaduto nel tentativo di effettuare un avvicinamento non di precisione di notte, durante un peggioramento delle condizioni meteorologiche e senza un adeguato riferimento incrociato dell'altimetro.
L'allora governatore dell'Ohio, Jim Rhodes, ordinò la chiusura della pista 18. Dopo la sua riapertura, su raccomandazione del National Transportation Safety Board, vennero installate delle luci ad alta intensità sul fianco della collina insieme a delle luci per accompagnare il sentiero di discesa.